# Ivan Prasko
Iwan Prasko (ukrainisch: Іва́н Прашко́), (* 1. Mai 1914 in Sbarasch, Ukraine; † 28. Januar 2001 in Melbourne, Australien) war Ukrainisch Griechisch-katholischer Bischof von Melbourne. Zu seiner Jurisdiktion gehörten Australien, Neuseeland und Ozeanien.

## Leben
Prasko begann sein Studium an der Theologischen Akademie in Lemberg. Er ging dann nach Rom und setzte seine Ausbildung an der Päpstlichen Hochschule Damascenum und der Päpstlichen Universität Urbanianum fort. Er wurde am 2. April 1939, ebenfalls in Rom, zum Priester geweiht. Er begann danach ein Aufbaustudium an der Päpstlichen Universität Gregoriana und promovierte 1943 am Päpstlichen Orientalischen Institut. Von 1950 bis 1958 war er Pfarrer in Sankt Peter und Paul in Melbourne.
Am 10. Mai 1958 erhielt er die Ernennung zum Apostolischen Exarchen von Australien und zum Titularbischof von Zygris. Die Bischofsweihe spendete ihm Erzbischof Maxim Hermaniuk CSsR von Winnipeg am 19. Oktober 1958. Mitkonsekratoren waren Erzbischof Ivan Bucko, Apostolischer Visitator der Ukrainischen Griechisch-Katholischen Kirche in Westeuropa, und Bischof Isidore Borecky von Toronto.
Zwischen 1962 und 1965 war er Teilnehmer an drei Sitzungsperioden des Zweiten Vatikanischen Konzils.
Am 24. Juni 1982 wurde er zum Bischof der Eparchie Sankt Peter und Paul in Melbourne ernannt. Am 16. Dezember 1992 nahm Papst Johannes Paul II. seinen altersbedingten Rücktritt an. In Anerkennung seiner kirchlichen Tätigkeiten wurde er zum „Mitglied des britischen Empire (MBE)“ ernannt. Sein Nachfolger wurde Bischof Peter Stasiuk.

## Geheimbischöfe
In den Zeiten der politischen Verfolgung innerhalb der Sowjetunion „wurden für die griechisch-katholische Kirche Untergrundbischöfe konsekriert, die das Überleben der Kirche bis zum Untergang des Regimes sicherstellten“. Zu diesen Bischöfen gehörten Stepan Czmil SDB, Iwan Choma und Ljubomyr Kardinal Husar. Die Ernennungen dieser „Untergrund- bzw. Geheimbischöfe“ fanden nicht die Zustimmung des Heiligen Stuhls, sie wurden jedoch später bestätigt. Bei diesen Konsekrationen, obwohl widersprüchlich, soll Bischof Prasko Mitkonsekrator gewesen sein.